# Флоран де Линь
Флоран де Линь (фр. Florent de Ligne; 13 августа 1588 — 17 апреля 1622) — принц де Линь и князь Священной Римской империи, 1-й принц д'Амблиз, аристократ и придворный Испанских Нидерландов.

## Биография
Сын и наследник принца Ламораля I де Линя и Анны-Марии де Мелён. Носил куртуазные титулы принца де Линя, маркиза де Рубе, графа де Фокамберг, барона д'Антуан, и прочее.
Дворянин палаты штатгальтера Нидерландов Альбрехта Австрийского.
На деньги из приданого своей жены 10 апреля 1613, по договору, заключенному в Брюсселе, купил у Клода д'Англюра, сеньора де Бурлемона, небольшое владение Амблиз в Эно, возведенное императором в ранг княжества.

## Семья
Жена (20.04.1608): Луиза де Лоррен-Шалиньи (1595—15.11 или 1.12.1667), дочь Генриха Лотарингского, графа де Шалиньи, и маркизы Клод де Муа, племянница королевы Франции Луизы Лотарингской. После смерти мужа постриглась в монахини в обители капуцинок в Монсе, которую сама основала.
Дети:
- принц Альбер-Анри де Линь (1615—1641). Жена (27.01.1634): графиня Мария Клара цу Нассау-Зиген (1621—1695), дочь князя Иоганна VIII цу Нассау-Зигена и Эрнестины-Иоланды де Линь
- принц Клод-Ламораль I де Линь (1618—21.12.1679). Жена (05.1643): графиня Мария Клара цу Нассау-Зиген (1621—1695), дочь князя Иоганна VIII цу Нассау-Зигена и Эрнестины-Иоланды де Линь